# 程民德
程民德（1917年1月24日—1998年11月26日），男，江苏苏州人，中国数学家，中国科学院院士，主要从事多元调和分析、多元三角逼近论等领域的研究。

## 生平
程民德于1932年考入苏州工业学校纺织科。1935年起就读于浙江大学电机系，后因数学成绩突出而被时任浙大数学系主任的苏步青转录至数学系就读。1940年毕业后继续攻读研究生，师从著名数学家陈建功。1942年毕业，次年起任教于浙江大学数学系。1946年在江泽涵邀请下前往北京大学任教。次年赴美国普林斯顿大学留学，师从美国著名数学家萨洛蒙·博赫纳（Salomon Bochner），并开始学习多元调和分析。1949年获博士学位，后继续留校从事博士后研究。
1950年程民德回国后任教于清华大学。1952年院系调整后一直在北京大学数学力学系任教。1978年出任北京大学数学研究所首任所长。1980年当选中国科学院数学物理学部学部委员（院士）。
1998年11月逝世。

## 社会兼职
曾任中国数学会副理事长，中国图像图形学会会长、名誉理事长，北京大学信息科学中心学术委员会主任，视觉与听觉信息处理国家重点实验室学术委员会主任，中科院系统科学研究所数学机械化中心学术委员会主任等职。

## 家庭
父亲程瞻庐为近代小说家。